# 片岡山伝説

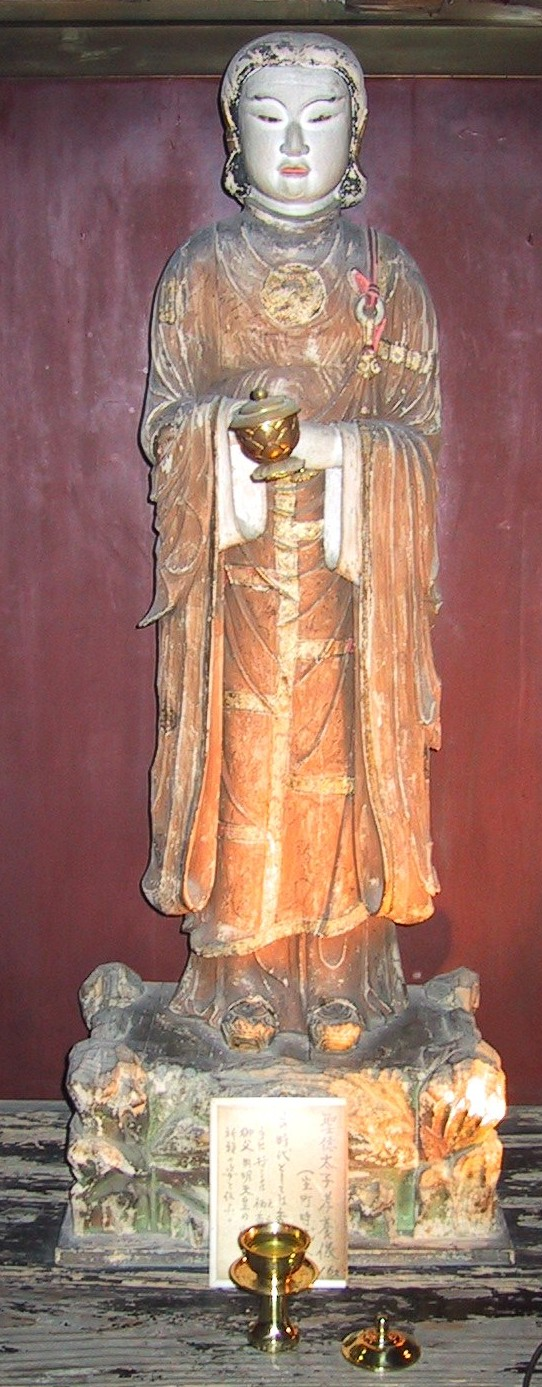
「聖徳太子孝養像」
----
飛鳥寺（奈良県高市郡明日香村）所蔵。室町時代の作。太子16歳のときの姿といわれる。

片岡山伝説（かたおかやまでんせつ）または飢人伝説（きじんでんせつ）とは、『日本書紀』推古天皇条に収載された飛鳥時代の説話。聖徳太子と飢人（飢えた人）が大和国葛城（現在の奈良県北葛城郡王寺町）の片岡山で遭遇する伝説である。片岡山飢人説話（かたおかやまきじんせつわ）あるいは単に聖徳太子伝説（しょうとくたいしでんせつ）と呼称することもあり、古代における太子信仰のひとつのあり方を示す伝説として注目される。

## 伝説のあらまし

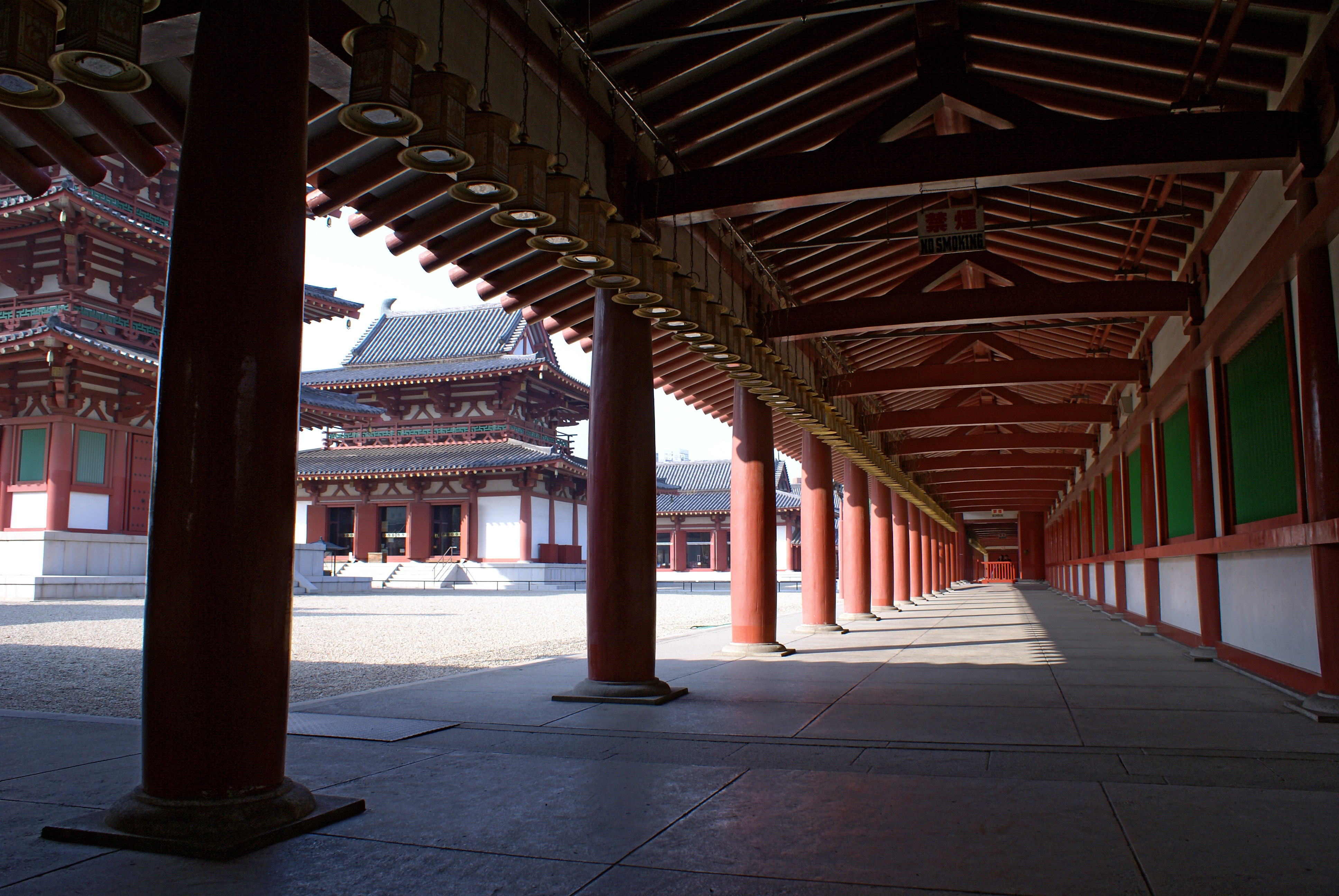
太子の開いた四天王寺（大阪市天王寺区）

『日本書紀』による片岡山伝説のあらすじは次のようなものである。
推古天皇21年（西暦613年）12月庚午朔、聖徳太子が片岡（片岡山）に遊行したとき、飢えた人が道に臥していたので、姓名を問うたが返事がなかった。太子はこれを見て飲食物を与え、また、自分の衣服を脱いでその人を覆い「安らかに寝ていなさい」と語りかけ、次の歌を詠んだ。
翌日、太子が使者を遣わしてその人を見に行かせたところ、使者は戻って飢者がすでに死んでいたことを告げた。太子は大いに悲しんで、飢人の遺体をその場所に埋葬して墓を固く封じさせた。数日後に太子は、近習の者を召して「過日埋葬した人は普通の人ではない。きっと真人（ひじり）にちがいない」と語り、墓を見に行かせた。使いが戻って来て「墓を動かした様子はありませんでしたが、棺を開いてみると屍も骨もありませんでした。ただ棺の上に衣服だけがたたんで置いてありました」と告げた。太子は再び使者を遣わして、自分がかつて与えたその衣服を持ち帰らせ、以前のように身に着けた。人々は大変不思議に思い、「聖（ひじり）は聖を知るというのは、真実だったのだ」と語って、ますます太子を畏敬した。

## 歴史的分析

### 多面的な聖人性

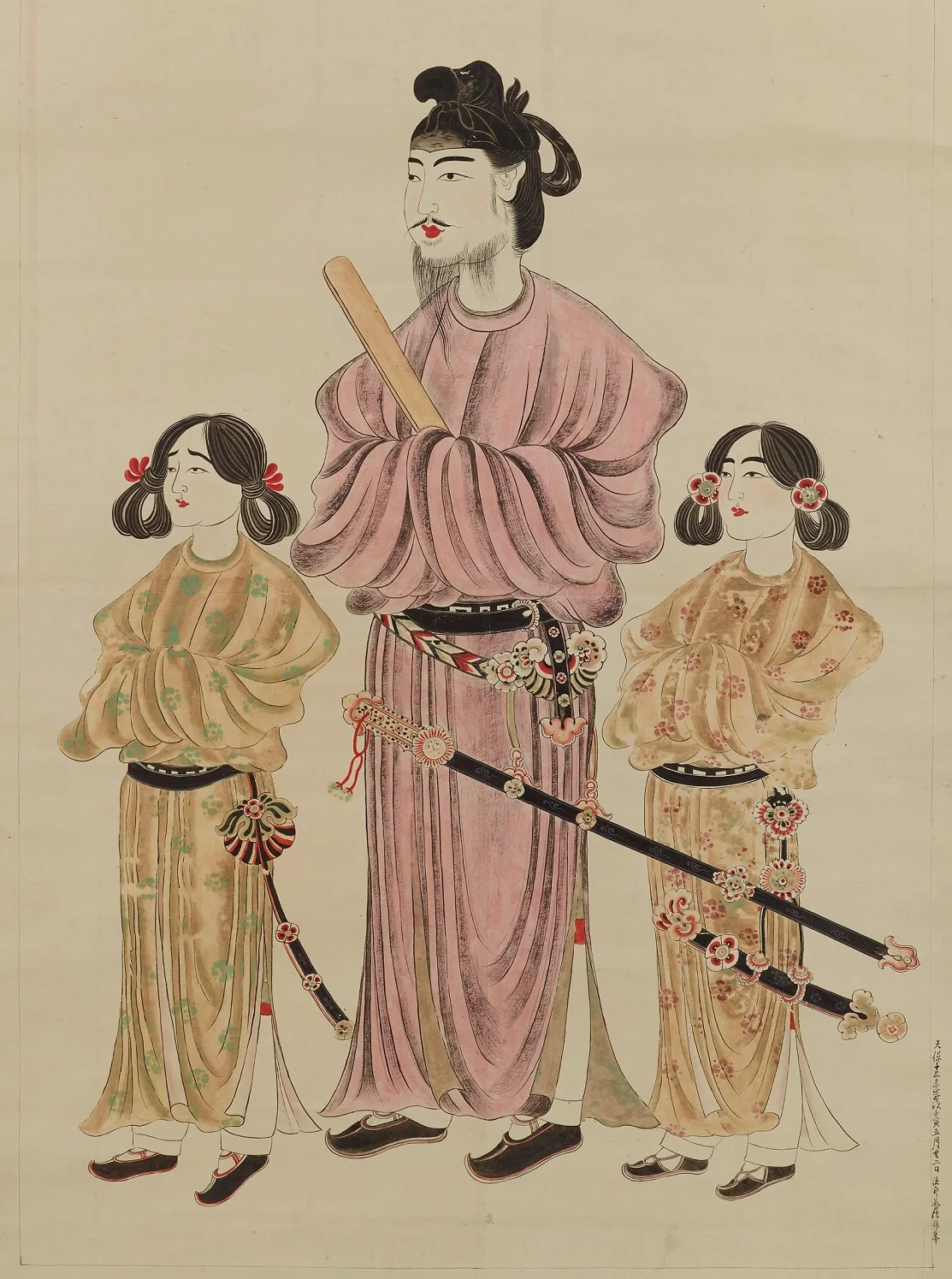
さまざまな「聖人性」をもつとされた聖徳太子（中央）
----
8世紀以降の作とされる『唐本御影』の木版複製

『万葉集』415番には「上宮聖德皇子竹原井に出遊のとき、竜田山の死人を見て悲しみ傷みて作れる歌」として次の歌が掲げられている。
『万葉集』では片岡山ではなく、より河内国（大阪府東部）との国境に近い竜田山となっており、いずれも行き倒れの旅人を傷むものとなっている。当時、道に倒れ、あるいは、溝に転落して落命する旅人は必ずしも稀ではなく、それだけに太子は旅人の境遇や家族の悲しみにも思いを馳せて歌を詠んだものであろうと思われる。
それだけであれば、聖徳太子は聖にして徳のある慈愛あふれる皇子であり、見知らぬ人に対しても忠恕の念をいだく儒教的な聖太子ということにすぎない。しかし、ここで注目されるのは、この説話における「聖人」（聖・真人）の概念の多面的・重層的な性格である。第一に「ひじり」はもともと日本古来の古代宗教（古い形態の神道）における霊的能力者を意味していたのであるが、そこに中国の「聖」の概念が重ねられる。「聖人」はまた、儒教における絶対的な帝王であり、仁を身につけ礼の実践に努める「君子」よりさらに上の、最高の道徳的人格者である。さらに「聖人」はまた仏教にあっては絶対者であるブッダ、すなわち悟りをひらいた仏の姿にほかならない。
そのうえ、「凡人に非し、必ず真人ならむ」や「聖の聖を知る、それ実なるかな」などの記述にみられるように、道教における「真人」、すなわち道の奥義（宇宙の根源）を悟り、自由の境地を得て仙人となった理想的人間像が重ねられる。「真人」はまた仏教にあっては仏陀である。さらに、墓をみたら死体がなかったという逸話は、神仙思想における「尸解」にかかわりをもっている。いったん死んだ様態を呈して墓から抜けて昇天するのは、不老不死を得た仙人すなわち「尸解仙」なのであり、これまた道教に深いかかわりを有している。
要するに、以上述べたような多面的・重層的な聖人性こそが太子にふさわしいものと考えられ、どの宗派や教義の立場からしても太子が聖人であるということを説話は示しているのである。

### 説話の付加

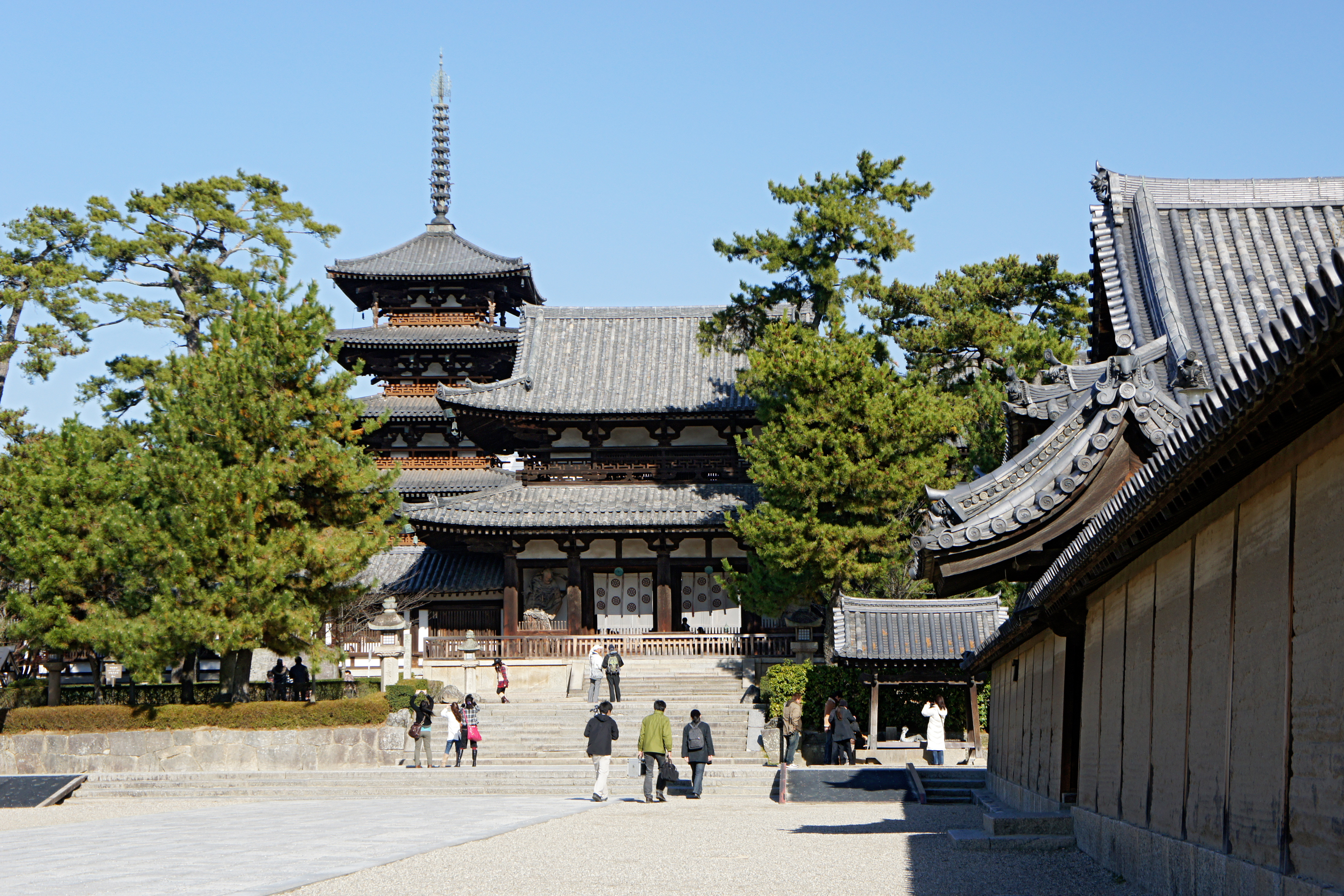
太子が創建した仏教興隆のシンボル法隆寺（奈良県生駒郡斑鳩町）

この説話に対して後世、実は、この飢人こそ、禅宗の始祖として知られる達磨その人であったという話が付加される。これは一見、はるか後の禅宗の徒による牽強付会のようにもみえるが、実は奈良時代末に敬明によって編まれた『上宮太子伝』に注記として記されたものであり、同時にこれは、太子が隋の南嶽慧思の生まれ変わりであるという説と密接にからんでいる。南嶽慧思は天台宗を開いた天台智顗の師であり、天台宗では第二祖とされる高僧で、特異の禅定と法華信仰をもって知られるが、その慧思が日本の王家に生まれ変わって太子となったという説が奈良時代末期の文献にみられる。そして慧思に日本への生まれ変わりを勧めたのが当時インドより中国にやって来た達磨であるとされる。とするならば、片岡山での邂逅はこの2人の再会であったという意味が付託される。

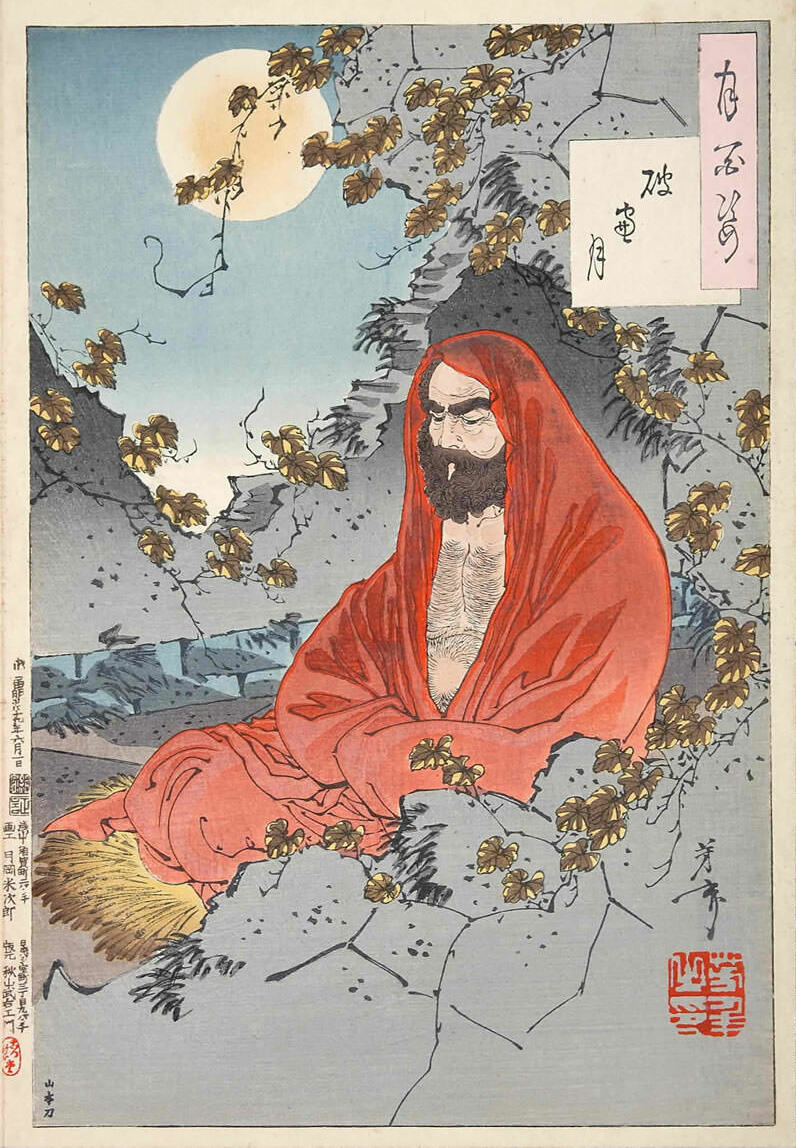
禅宗の祖達磨大師
----
月岡芳年画『達磨図』（木版画、 1887年）

太子が用明天皇の皇子として飛鳥の地に誕生した時点においては慧思はまだ中国に生存していたのであるから、「生まれ変わり」はありえないわけではあるが、この説をさかんに普及させたのは唐からの渡来僧として著名な鑑真の弟子たち、すなわち唐より鑑真に同行した思託らをはじめとする律宗教団の人びとであったと考えられる。そして、最澄以降、天台宗が日本に定着していく過程で、この説は大きな役割を果たしたと考えられる。また、小野妹子が太子の命により遣隋使として煬帝のもとに派遣されたとき、太子の命で太子が未だ慧思であった際に用いた『法華経』を受け取りに出かけたという説もこれに加わる。
方岡山飢人説話は、9世紀初頭に薬師寺の僧景戒によって編纂された仏教説話集『日本霊異記』上巻でも確認されており、当時から広く知られた説話であったことがうかがわれる。同書の説話の末尾には「誠に知る聖人は聖を知り、凡夫は知らず、凡夫の肉眼には賤しき人と見え、聖人の通眼には隠身と見ゆ」と付言され、『日本書紀』記述の説話以上に仏教色の強い内容となっている。
ところで『日本書紀』においては、太子の仏教上の師である高句麗僧の慧慈が、太子の死をしきりに悼み、また「聖なる人」「大聖」と述べているが、さらに「三宝を恭み敬いて、黎元の厄を救う、是実の大聖なり」と述べたことを記している。ここにおける「聖」とは、上述のとおり解脱して悟りを得た者（仏）を意味しており、単に能力・識見にすぐれた人物というだけでなしに、平安時代には救世観音の化身であるという説も生じるなど、常人を越えた異能の人として崇敬されている。こうした諸説が成立する背景としては、太子が日本仏教の興隆に深くかかわったという歴史的事実を踏まえていることは言うまでもないが、一方ではすでに『日本書紀』の段階で異能の人として書き記されていることと無縁ではないと考慮される。
なお、聖徳太子伝説は以上のようなかたちで膨らんでゆくが、太子の伝説的な伝記は延喜17年（917年）成立といわれる『聖徳太子伝暦』に集大成されている。

### 説話の政治性と太子信仰の形成
聖徳太子の活躍は、古代日本が律令国家として発展していく第一歩を踏み出した時期であり、推古天皇の摂政兼皇太子として朝廷権力の中枢にあって諸改革を進めた時期に相当している。しかし、『日本書紀』の記述では、太子の政治活動は推古朝の前半期に偏っており、必ずしも後半期には充分に及んでいない。これについて、米田雄介は、聖徳太子の後半期の政治的社会的地位が前半期に比較して相対的に低下しているのではなく、太子は蘇我氏に擁されながらも、一方では蘇我氏に屈服していないという立場と目され、反蘇我氏の諸勢力のなかからも蘇我氏を統制しうる象徴的な存在としておおいに期待され、それゆえに脱世俗的な存在として聖化されたものであろうと推定している。
聖徳太子伝説の形成により、太子に対する崇拝・信仰は時代が下るとともにさかんになっていった。摂津国の四天王寺や河内国磯長（大阪府南河内郡太子町）の「太子廟」などは古くより数多の参詣者を集める一種の聖地である。太子信仰の実例については枚挙にいとまがないが、鎌倉時代、浄土真宗の開祖とされる親鸞が仏教者として初めて公然と妻帯することを決意したのも聖徳太子からの夢告によるものと信じられている。

## 古典文学における片岡山伝説
平安時代中期の11世紀初頭に成立したと考えられる勅撰和歌集『拾遺和歌集』には聖徳太子作として次の歌がある（『拾遺和歌集』巻20 哀傷1350）。
この歌と返し歌をもって『拾遺和歌集』最終巻は終わっている。返し歌は、
である。
なお、紫式部『源氏物語』第20帖「朝顔（あさかほ）」において、光源氏が老婆となった今も才色の衰えぬ源典侍にかけた言葉、
は、この歌をふまえたものであった。

## 伝承にゆかりのある土地

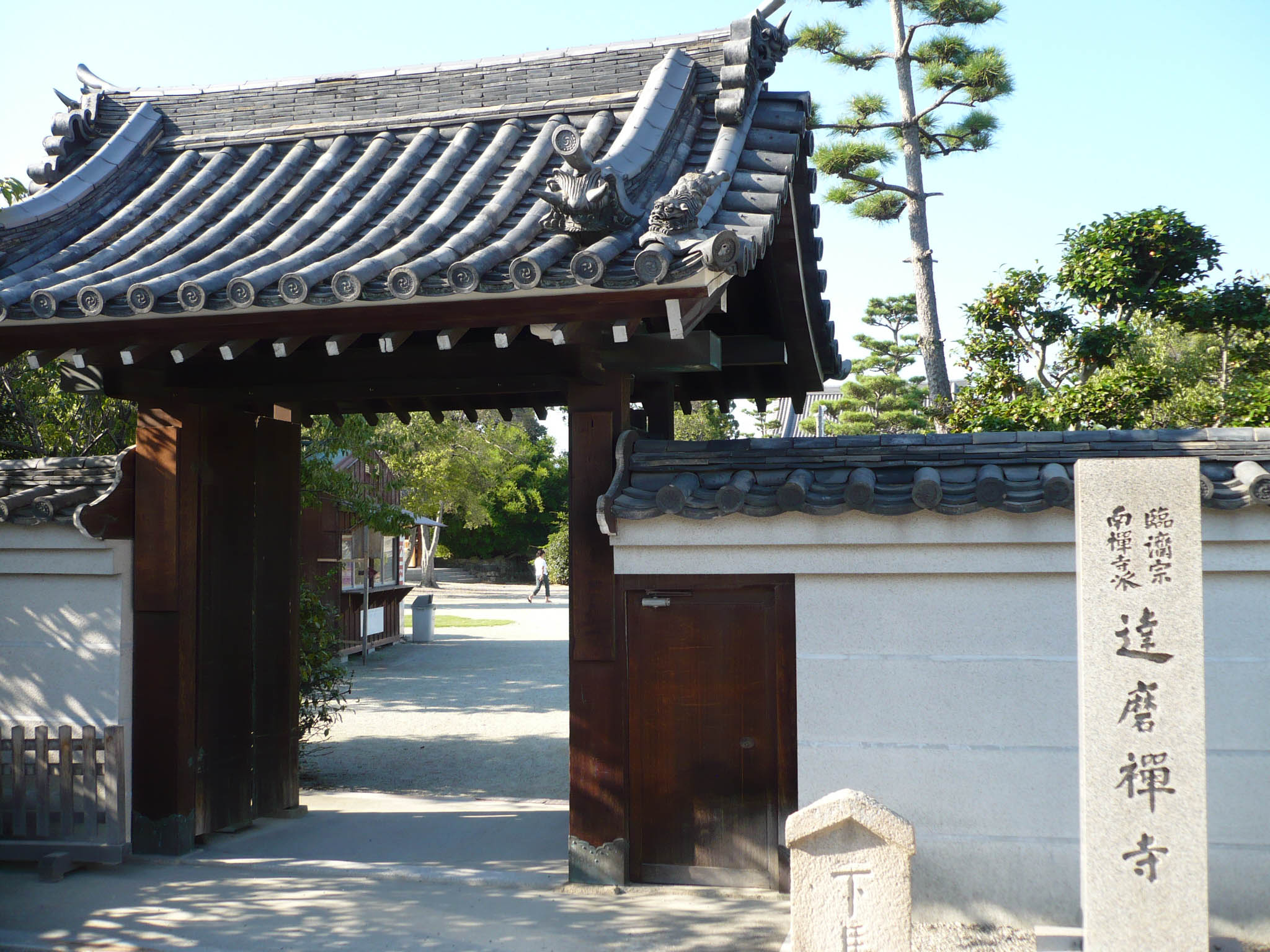
片岡山達磨寺（奈良県北葛城郡王寺町）

太子が遊行したという片岡山は、大和国葛下郡王寺（奈良県北葛城郡王寺町）周辺にあったといわれ、近くに畿内有数の古墳群である馬見古墳群がある。そこは、太子の居所があった斑鳩宮から大和・河内の国境に近い竜田山へと向かう途中にあり、それはまた、難波へとつらなる道筋に立地していた。現在、そこには片岡王寺伝承跡がのこっている。また、片岡山達磨寺が臨済宗南禅寺派の寺として現存しており、同寺の所蔵品として室町時代作の「達磨大師像」が知られる。

## 研究史と関連書籍
片岡山伝説をはじめて学問的に取り上げた研究を収載した論文として、
- 飯田瑞穂「聖徳太子片岡山飢者説話について」『続日本古代史論集 中巻』吉川弘文館、1972年。

がある。ほかに、
- 福永光司『道教と日本文化』吉川弘文館、1982年。
- 田中嗣人『聖徳太子信仰の成立』吉川弘文館、1983年。

の両書は、片岡山伝説について論究している。